# 神栖市文化センター
神栖市文化センター（かみすしぶんかセンター）は、茨城県神栖市にあるホール。
1981年に開館。一般のコンサートや講演など幅広く使用されている。

## 客席数
- 大ホール - 1,026席
  - 1階 - 552席
  - 2階 - 474席

## 周辺
- 神栖市役所
- 神栖市民体育館
- 神栖市武道館
- 神之池